# Esklumer Kirche

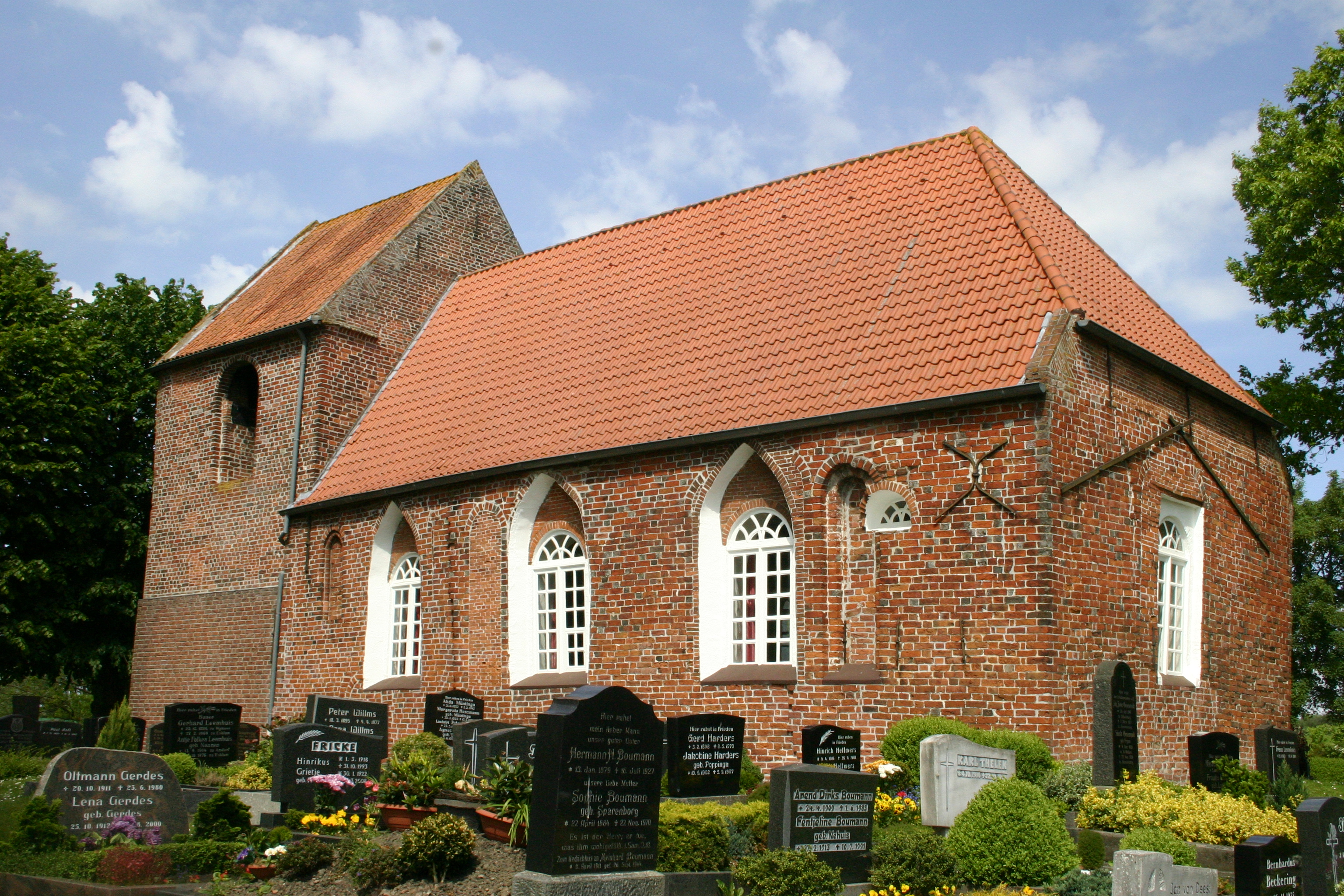
Esklumer Kirche

Die evangelisch-reformierte Esklumer Kirche im ostfriesischen Esklum in der Gemeinde Westoverledingen wurde um 1250 als Saalkirche gebaut.

## Geschichte und Architektur
In den Urbaren des Klosters Werden aus dem 10. Jahrhundert werden bereits Grundstücke in Ascala (Esklum) erwähnt, das an der Ledaeinmündung in die Ems günstig gelegen war. Das erste Gotteshaus war eine Holzkirche, die um 1250 dem heutigen Backsteingebäude wich. Die Außenmauern hat Gottfried Kiesow der Romanik zugerechnet, obwohl Mitte des 13. Jahrhunderts in Norddeutschland auch schon gotisch gebaut wurde (z. B. die Einwölbung des Bremer Doms). Einige Fensteröffnungen wurden später teilweise umgestaltet (s. u.). Spätestens im 14. Jahrhundert wurde die Kirche erbaut oder im Stil der Gotik umgebaut. 
Die rechteckige Saalkirche weist an der Südseite zwei kleine seitliche Blendfenster auf, das westliche hat einen gotischen Spitzbogen, das östliche, wahrscheinlich nachträglich zugemauerte, vorne einen eher runden Bogen, hinten auch einen Spitzbogen. Die drei größeren Fenster mit Spitzbögen in der Mitte sind später vergrößert worden. Die Reste der alten Rundbogenfenster sind teilweise noch erkennbar, aber vermauert. An der Nordseite deuten die paarweise angeordneten Fenster Spitzbögen an und weisen möglicherweise auf ein ehemaliges Gewölbe hin.
Der Glockenturm mit Satteldach wurde im 15. Jahrhundert als Wehrturm angebaut. Darauf weisen im Obergeschoss die Schießscharten und der Kamin, dessen Schacht über dem Kircheneingang heraustritt. Im Jahr 1526 wechselte die Gemeinde zum reformierten Bekenntnis über. Das Portal stammt aus dem Jahr 1711. Seit 1987 sind die reformierten Kirchengemeinden Ihrhove, Esklum, Driever und Grotegaste zusammengefasst und teilen sich zwei Pastoren.

## Inneneinrichtung
Ältester Einrichtungsgegenstand ist der romanische Taufstein aus Granit (13. Jahrhundert), der ursprünglich als Weihwasserbecken genutzt wurde. Im Boden sind mehrere Grabsteine aus dem 17. und 18. Jahrhundert eingelassen. Im Jahr 1771 wurde der Innenraum neu gestaltet, ein hölzernes Tonnengewölbe eingezogen und die Ostempore gebaut. Die Kanzel mit Rocailleornamenten soll der Überlieferung nach aus der abgebrochenen Garnisonskirche in Leer stammen. Der Abendmahlstisch datiert von 1782.

## Orgel

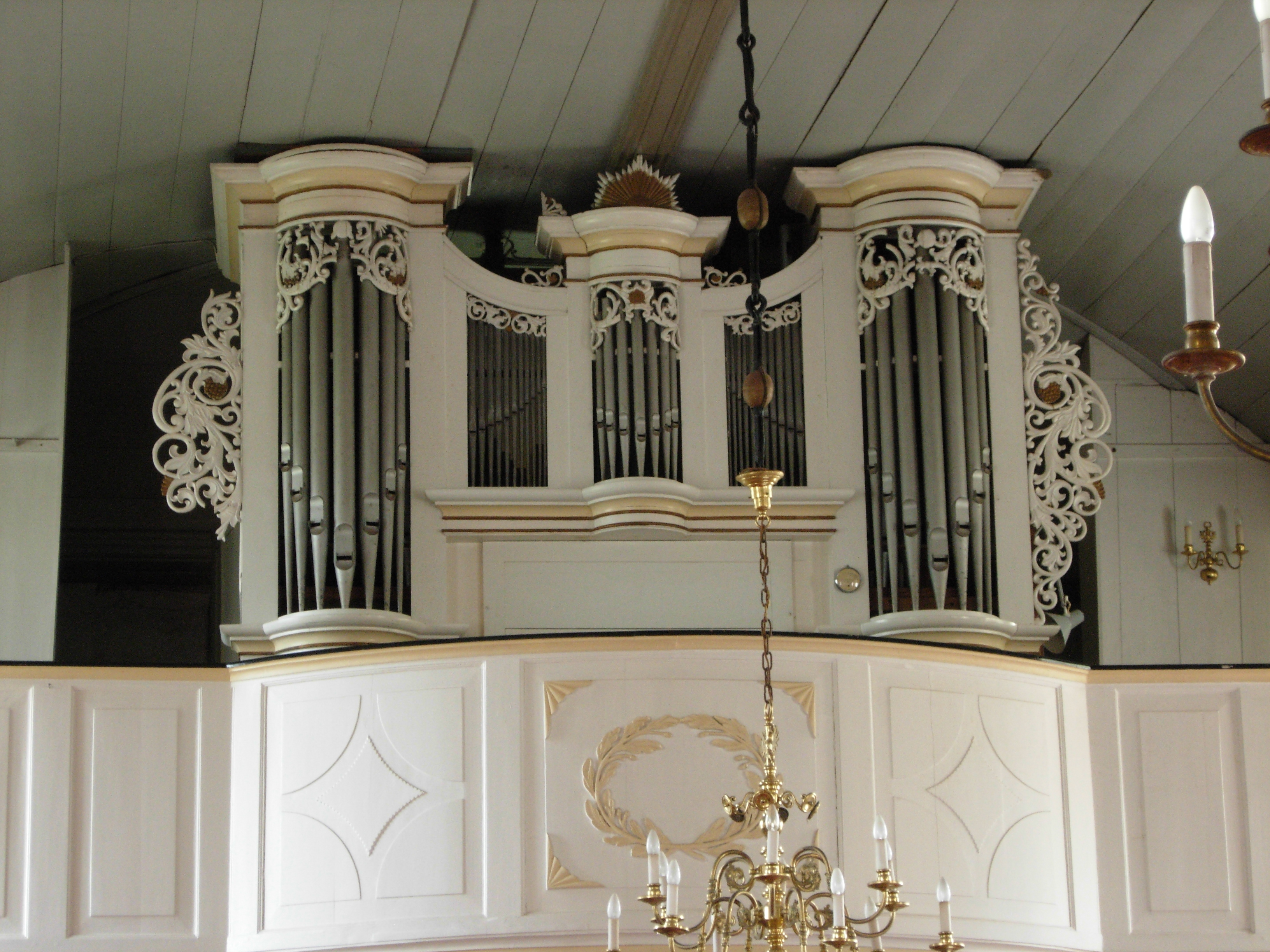
Orgel in Esklum

Die erste Orgel stammt von Gerd Sieben Janssen, der 1855 ein Werk mit sieben Registern auf einem Manual und angehängtem Pedal schuf. Nur der Prospekt mit 19 Originalpfeifen und die Windlade blieben erhalten, während das Pfeifeninnenwerk 1935 im Zuge eines Umbaus durch die Firma Rohlfing verloren ging. Orgelbaumeister Bartelt Immer rekonstruierte 2008 die Orgel wieder auf den ursprünglichen Zustand. 2015/2016 wurde in einem zweiten Bauabschnitt die umfassende Restaurierung der Orgel abgeschlossen. Der seitenspielige Spieltisch wurde mitsamt Registerzügen wieder nach vorne in die noch vorhandenen Öffnungen verlegt, die fehlende Rückwand rekonstruiert und die noch fehlende Trompete 8′ eingebaut. Der 1935 ergänzte Subbass 16′ wird pneumatisch angesteuert und wurde beibehalten. Die Orgel weist seitdem entsprechend dem Angebot von Janssen folgende frühromantische Disposition auf:
| I Manual C–f3 |             |     |     |
| 1.            | Bordun B/D  | 16′ | I   |
| 2.            | Principal   | 8′  | J/I |
| 3.            | Gambe       | 8′  | I   |
| 4.            | Doppelflöte | 8′  | I   |
| 5.            | Flöte       | 4′  | I   |
| 6.            | Oktave      | 2′  | I   |
| 7.            | Trompete    | 8′  | I   |

| Pedal C–d1 |         |     |   |
| 8.         | Subbass | 16′ | R |

- Koppeln: I/P

J = Gerd Sieben Janssen (1855)
R = Gebr. Rohlfink (1935)
I = Bartelt Immer (2005/2016)